# Р15Б-300
Р15Б-300 — авиационный турбореактивный двигатель, созданный в конструкторском бюро С. К. Туманского. Двигатель изначально разрабатывался для беспилотных летательных аппаратов, совершающих длительный высотный полёт на сверхзвуковой скорости.

## Конструкция
Р15Б-300 представляет собой одновальный ТРД с осевым пятиступенчатым компрессором, входным направляющим аппаратом, одноступенчатой турбиной, трубчато-кольцевой камерой сгорания, форсажным контуром с трёхпозиционным соплом. Двигатель отличала малая степень повышения давления в компрессоре, поскольку при сверхзвуковом полёте предварительное сжатие воздуха осуществляется в воздухозаборнике.
На двигателе впервые применён электронный регулятор режимов. Раскрутка при запуске выполняется турбостартером мощностью 150 л. с.
Характеристики двигателя:
- Длина — 6264 мм
- Диаметр входа — 966 мм
- Тяга на полном форсированном режиме — 10980 кгс
- Температура газов перед турбиной — 1230 К
- Расход воздуха — 144 кг/с
- Удельный расход топлива на форсаже — 2,70 кг/(кгс⋅ч)
- Удельный расход топлива минимальный — 1,25 кг/(кгс⋅ч)
- Топливо — керосин Т-6 основное и Т-7П — резервное
- Ресурс — 300 ч

## Применение
Короткоресурсный вариант двигателя под наименованием КР15-300 устанавливался на БПЛА конструкции ОКБ А. Н. Туполева Ту-121 и Ту-123. Модифицированный, в основном, с целью увеличения ресурса, двигатель Р15Б-300 устанавливался на самолёты МиГ-25 и его модификации.
После начала эксплуатации самолётов МиГ-25 имели место помпаж и обрывы лопаток турбины, для устранения которых двигатель дорабатывался.